# Centre national d'information des droits des femmes et des familles
 (février 2016).
 (août 2022).
Motif : pas de sources depuis 2016, pas d'évolution, ton promotionnel / institutionnel
La Fédération nationale des Centres d'information sur les droits des femmes et des familles (FNCIDFF) (anciennement Centre National d'Information des droits des femmes et des familles - CNIDFF) est une fédération française d'associations qui, sous l'égide du ministère du Travail ayant la tutelle des Droits des femmes, regroupe plus d'une centaine de CIDFF (Centre d'information sur les droits des femmes et des familles) répartis sur toute la France.
La FNCIDFF et les CIDFF sont créés par l'État en 1972. Leurs missions sont les suivantes :
- accès au droit pour les femmes ;
- lutte contre les discriminations sexistes ;
- promotion de l’égalité entre les femmes et les hommes.

## Historique et évolution du réseau des CIDFF
L’histoire de ce réseau commence par la création, en janvier 1972, d’un Centre d’Information Féminin (CIF), à Paris, placé sous l'autorité du Premier ministre, à la suite des États Généraux des Femmes (Versailles 1970). Ces états généraux avaient conclu à l'urgence du développement d'une politique publique d'accès aux droits pour les femmes. Le siège social initial du CIF est fixé à l'Hôtel de Clermont, annexe de Matignon. Le CIF disposait d’une ligne budgétaire rattachée au Secrétariat Général du Gouvernement et son conseil d’administration, nommé par le Premier ministre, était composé de fonctionnaires, ainsi que de représentants des grands médias.
Les services proposés au public étaient : l’information juridique, l’information professionnelle, l’information sur la vie quotidienne.
C’est à la demande de collectivités territoriales et d’associations féminines, en 1973 et 1974, que l’ouverture d’une dizaine de CIF se fait en région parisienne puis en province sous la direction initiale de Colette de Margerie. Françoise Giroud, première secrétaire d'État à la condition féminine, devient présidente du CIF de Paris, qui a vocation nationale.
Le premier centre hors Paris est créé en 1973 au sein de la mairie de Boulogne Billancourt par Chantal Bouilly et Monique Stéphan suivi par celui de Grenoble puis de Lyon en 1974 et de Saint-Étienne. De 1974 à 1976, intervient une deuxième vague de création de CIF au niveau régional, pour trouver en fin d’année 1976, des CIF en Île-de-France, Rhône-Alpes, Limousin, Midi-Pyrénées, Pays de la Loire, Nord-Pas-de-Calais, Alsace, Lorraine, Franche-Comté.
En 1976, le secrétariat d’État à la Condition Féminine est remplacé par une délégation à la Condition Féminine. Madame Nicole Pasquier devient présidente du CIF de Paris. L’association parisienne, afin d’intégrer dans son conseil d’administration les représentants des CIF locaux, transforme ses statuts pour devenir une association nationale. Les CIF deviennent alors, pour certaines collectivités locales, des partenaires.
En 1978, après la démission de Jacqueline Nonon (déléguée à la Condition Féminine), Monique Pelletier prend la tête du ministère de la Famille et de la Condition Féminine. Elle devient simultanément, présidente du CIF national et suggère que les CIF, lorsque leur conseil d’administration l’accepte, prennent le nom de CIF-F. (Centre d’Information Féminin et Familial). Un débat interne a alors lieu et 50 % des CIF prennent dès lors la dénomination CIF-F, à l’image de la structure nationale.
Durant les années 1979/1981, il apparaît de plus en plus normal aux associations concernées de développer un secteur « famille ». De plus, la structure nationale crée à Paris un nouveau département d’informations dans le domaine de la maternité, la sexualité et la prévention santé à la suite de la dissolution du CIRM (Centre d’Information et de Régulation des Maternités). Dans le cadre d’une convention signée avec le ministre de la Santé, appelée depuis cette date « Mission Santé Famille », huit centres ont développé un département similaire.
C’est en 1981 qu’Yvette Roudy devient ministre des Droits des Femmes et présidente du CIF-F national. Elle dispose de pouvoirs significatifs et d’un véritable budget. L’existence de services centraux placés sous son autorité est mentionnée pour la première fois. C'est eux qui, dans le futur, animeront le réseau CIDF. Les nouvelles orientations (symbolisées par la loi sur l’égalité professionnelle, dite « loi Roudy » en 1983) et les nouveaux moyens dont elle dispose, bénéficieront aux CIDF.
Elle fait de l’information sur la condition féminine, « la troisième priorité de son ministère », et choisit de promouvoir une nouvelle dénomination : Centre d’Information sur les Droits des Femmes. C’est ainsi que dès 1982, le CIF-F national devient CNIDF (Centre National d’Information sur les Droits des Femmes). De nombreuses associations, prenant le nom de CIDF (Centre d’Information sur les Droits des Femmes), se créent en province notamment, dans les régions où le réseau des CIF n’était pas encore représenté. Une première charte déontologique est rédigée par le CNIDFF, selon ses termes : “L’adhésion à cette charte détermine la possibilité d’être un CIDF”.
Le ministère des Droits des Femmes, ainsi que son réseau sur le territoire (déléguées régionales et chargées de mission départementale), souhaite une organisation essentiellement en région pour optimiser les fonds, développer le partenariat au niveau régional pour n’avoir, de ce fait, qu’un interlocuteur local.
Certains CIDF se voient aussi confier des missions nouvelles dans le cadre de divers dispositifs sociaux. Citons celui dit « îlots sensibles » qui concernent les communes et les quartiers particulièrement défavorisés sur le plan socio-économique. Il s’agit pour les CIDF de développer des actions d’information et d’accompagnement des femmes en difficulté dans ces quartiers.
La subvention du ministère des Droits des Femmes est « déconcentrée » au niveau de la délégation régionale aux Droits des Femmes. Dès le départ, la condition sine qua non pour être subventionné par le ministère des Droits des Femmes, est que chaque CIDF démontre une vision solidaire de leur coopération et adhère à la pertinence d’un niveau régional actif. Cette incitation «financière» est surtout une formidable occasion de renforcer et de mettre en lumière la volonté de développer des actions régionales pour avoir du poids auprès de ces instances, tant étatiques, que locales.
De 1982 à 1985, sous l’impulsion de la structure nationale, le réseau des CIDF développe des actions dans le domaine de l’emploi et de la formation professionnelle.
Dans le cadre d’une convention avec la délégation à l’Emploi et après avoir réalisé une enquête sur l’évolution de l’emploi féminin, le CNIDF propose au ministre de développer, au sein des CIDF, un service expérimental appelé BAIE (Bureau d’Accueil et d’Information sur l’Emploi).
En 1986 une délégation à la Condition Féminine est créée, en remplacement du ministère des Droits des Femmes. Hélène Gisserot, nouvelle déléguée, souhaite que le CNIDF change de statut. Elle demande aux CIDF locaux de s’organiser en union ou fédération régionale. Ces derniers vont tenter de se constituer progressivement. À cette époque, le CNIDF ouvre à Paris une structure d’accueil pour le public parisien qui est chargée de mettre en œuvre des actions expérimentales. Il prend le nom de Centre National d’Information et de Documentation des Femmes et des Familles (CNIDFF). Une présidente nationale est alors élue par le conseil d’administration. Une procédure d’agrément officiel est mise en place. Des actions dans le domaine de l’emploi, de l’insertion et de la réinsertion se développent au sein des activités des centres. Le réseau des BAIE s’amplifie pour permettre aux femmes à la recherche d’un emploi de bénéficier d’un accompagnement personnalisé.
Durant les années 1989/1992, les CIDF soutiennent les grandes campagnes d’information mises en place par le ministre, en particulier dans le domaine des violences conjugales. Aux côtés des associations ayant une compétence « Santé – Famille », de nombreux CIDF ouvrent des secteurs en prévention santé, conseil conjugal, médiation familiale et aide aux victimes.
En 1993, le secrétariat des Droits des Femmes est intégré au ministère des Affaires Sociales, de la Santé et de la Ville sous l'autorité de Simone Veil.
En 1994/1995, le réseau des BAIE continue sa croissance grâce au programme européen NOW. Des secteurs spécialisés dans l’aide à la création d’entreprise s’ouvrent dans une vingtaine de CIDF. Le développement des actions dans le domaine familial s’intensifie ainsi que la prévention des violences et des conflits, l’accueil des victimes. Le CNIDFF est désormais à la tête d’un vaste réseau local. La convention passée avec le service des Droits des Femmes permet d’effectuer une analyse quantitative des questions traitées par tous les CIDF.
En 1995, le ministre de l’Emploi, Colette Codaccioni hérite du dossier des femmes. De ce fait, la mission des BAIE est renforcée et une convention tripartite – A.N.P.E. - Droits des Femmes et CNIDFF est signée.
En 1997, le service des Droits des Femmes dépend du ministère de l’Emploi et de la Solidarité sous l'autorité de Martine Aubry. Geneviève Fraisse devient déléguée interministérielle aux Droits des Femmes. Sous son impulsion, le réseau CIDF développe des permanences dans les quartiers défavorisés pour la prévention de la délinquance des jeunes et plus particulièrement des jeunes filles. Renforcement également des actions de soutien à la parentalité.
Le 25e anniversaire du CNIDFF est l’occasion, pour le réseau des CIDF, d’organiser des manifestations dans onze régions sur le thème de l’emploi et de l’insertion.
1998 - Un secrétariat d’État aux Droits des Femmes et de la formation professionnelle est de nouveau érigé pour remplacer la délégation à la Condition féminine. Nicole Péry est nommée à ce poste. Les CIDF organisent leurs journées nationales d’études à Banyuls-sur-Mer.
À partir de 1999, le CNIDFF a plutôt laissé faire ses instances locales. Toutefois, cette année-là, il participe quand même, avec tous les CIDF, à une opération nationale et européenne sur le thème « Économie : les femmes prennent l’initiative ».
2000 - Structure interne du ministère de l'emploi et de la solidarité, le service des Droits des Femmes devient le service des Droits des Femmes et de l'Égalité. Au sein du service, la mission de coordination du réseau déconcentré (délégués(es) régionaux, chargé(es) de mission départementaux, correspondants(es) aux Droits des Femmes et de l'Égalité) est aussi chargée du suivi de l'activité du CNIDFF et du réseau des CIDF.
2001 - Le CNIDFF signe un contrat d'objectif avec l'État (ministère de l'Emploi et de la Solidarité ; secrétariat d'État aux droits des femmes et à la formation professionnelle). Son préambule rappelle le rôle de « relais essentiels du CNIDFF et du réseau des CIDF auprès des pouvoirs publics pour la mise en œuvre de l'égalité entre les femmes et les hommes ». Ce contrat d'objectif, conclu pour la période 2002-2004, affirme la position nationale du CNIDFF en tant que tête de réseau associatif, chargé de la coordination de l'action des CIDF et de leur représentation nationale.
2002 - Le secrétariat d'État aux Droits des Femmes et à la Formation professionnelle est remplacé par le ministère délégué à la Parité et à l'Égalité professionnelle, Nicole Ameline succède à Nicole Péry. La restructuration du CNIDFF, engagée depuis 1999, aboutit au renforcement de son activité nationale, dans le cadre des orientations définies par le contrat d'objectif, et à la réorganisation de ses services : le CIDF 75 est créé en janvier 2002, le pôle parisien des activités du CNIDFF lui est confié.
2004 à 2007 - Catherine Vautrin nommée ministre déléguée à la Cohésion sociale et à la Parité (juin 2005 - mai 2007), après avoir déjà été secrétaire d'État chargée de l'Intégration et de l'Égalité des chances, auprès du ministre de l'Emploi (2004). Signature en 2004 du deuxième contrat d'objectif avec l'État. Le CNIDFF qui prend le nom de « Centre national d’information sur les droits des femmes et des familles » se réinvestit dans une action d’envergure nationale : la création d’activités par les femmes ; cela recouvre notamment l’économie solidaire et le droit des femmes à la création d’entreprise. Une convention est signée dans ce sens avec l'APCE en 2006, poursuivant ainsi un effort fait en faveur de l'emploi et de la formation des femmes qui avait donné lieu à des accords avec l'AFPA et L'ANPE les années précédentes. Une convention est conclue avec le ministère de l’Intérieur sur les questions d’accueil, d’accompagnement et de prise en charge des femmes victimes de violences. Depuis 2007, tous les CIDF qui n'avaient pas encore ajouté à leur dénomination la dimension famille doivent désormais adopter le sigle CIDFF.

## Structures actuelles du réseau CIDFF

### La FN-CIDFF
La FN-CIDFF (Fédération nationale des centres d'information sur les droits des femmes et des familles) est l'organe national du réseau associatif des CIDF/CIDFF. Il agit sous la haute autorité du ministre de l'Emploi et de la Solidarité chargé des droits des femmes. Il reçoit l’essentiel de son financement de ce ministère et de son service des droits des femmes et de l’égalité. Il a son siège à Paris. En 2007, le conseil d'administration est présidé par Jacqueline Perker, haut fonctionnaire. La directrice générale est Annie Guilberteau.
Elle a une mission d'intérêt national en faveur du droit des femmes.

#### Missions
La FR-CIDFF représente les CIDFF de la région auprès des instances régionales, nationales et européennes. Elle intervient comme coordinatrice, centre de ressources, de réflexion, et support de ses CIDFF :
- elle impulse des actions et/ou fédère des projets initiés au niveau national ou européen.
- elle réalise des documents d’information et des supports de formation en réponse aux attentes des femmes.
- elle informe et sensibilise les partenaires et les pouvoirs publics sur les demandes et les besoins des femmes de la région et alimente la réflexion régionale.
- elle participe aux commissions et instances régionales pour promouvoir l'égalité des chances entre les hommes et les femmes.

Aujourd'hui :
- développer un rôle dynamique d'acteur régional au service de l'égalité entre les femmes et les hommes ;
- garantir les valeurs qui animent le réseau national concrétisé par Charte du réseau national des CIDFF
- mutualiser l'expérience et les compétences des CIDFF ;
- développer l'expertise des CIDFF ;
- contribuer à la professionnalisation des équipes ;
- faire l'interface avec le réseau national ;
- promouvoir une approche régionale en intégrant les spécificités des territoires ;
- informer les pouvoirs publics sur les demandes et les besoins des femmes en région.

#### Financement
Initialement, lors de la création du Ministère des Droits des Femmes, une subvention significative avait été attribuée aux FR-CIDFF. Ces derniers devant agir comme redistributeurs de fonds au profit de leurs CIDF. Cependant, rapidement, les FR-CIDFF ont dû développer leur autofinancement. Plus récemment, les FR-CIDFF sont notamment financés par les cotisations des CIDFF de la région et les subventions qu'ils doivent toujours trouver en propre.

### Les CIDFF
Les CIDF (Centre d'information des droits des femmes) ou, obligatoirement depuis 2007, « CIDFF » (Centre d'information des droits des femmes et des familles) sont implantés dans chaque région et dans tous les départements. Bien que le CNIDFF répertorie les actions de tous les CIDF et tente de faire se rencontrer les structures entre elles.
Toutes structures confondues, y compris les antennes et les permanences, le réseau CIDFF représente en 2007, 1169 points d'information de proximité, développés en milieu urbain, rural et dans les zones sensibles. Les CIDFF reçoivent chaque année plus de 360 000 personnes et répondent à plus de 660 000 demandes d'information.

#### Financement
Le financement du fonctionnement de la structure est alimenté par les cotisations des membres de l'association mais dépend surtout des subventions annuelles octroyées par l'État, via la délégation régionale des Droits des Femmes, ainsi que des subventions des collectivités locales, notamment municipales et régionales sous diverses formes (ainsi les locaux sont parfois mis à disposition par les mairies).
En outre, le financement de chaque action est individualisé : soit des permanences (juristes, psychologues…) que financent les structures ou collectivités d'accueil ; soit en réponse à des appels à projet. Dans cette dernière hypothèse, les actions s'insèrent dans des plans, notamment régionaux. La région est ainsi un financeur éminent, soit directement, soit comme redistributeur d'autres financements publics. Certaines actions s'inscrivent dans le cadre de fonds spécialisés.